# Metr sześcienny
Metr sześcienny (symbol: m³) – jednostka objętości w układzie SI. Jest jednostką pochodną zdefiniowaną jako objętość sześcianu o krawędzi długości jednego metra.
1 m³ = 1 m · 1 m · 1 m
Jednostki wielokrotne są tworzone jako trzecie potęgi jednostek wielokrotnych metra. 
Przykładowo:
- 1 dm³ = (1 dm)³ = 0,1 m · 0,1 m · 0,1 m = 0,001 m³
- 1 cm³ = (1 cm)³ = 0,01 m · 0,01 m · 0,01 m = 0,000001 m³

1 dm³ jest nazywany litrem.
Przy szacowaniu przestrzeni potrzebnej do transportu towarów stosuje się jednostkę metr przestrzenny zwany sterem.
Popularną nazwą metra sześciennego jest kubik, który ma specyficzne zastosowanie w leśnictwie. Metr sześcienny używany jest również w przewozach morskich ładunków płynnych, gdzie jest miarą objętości ładunku.
Dla substancji, których gęstość silnie zależy od ciśnienia lub temperatury, w szczególności dla gazów, stosuje się dodatkowo oznaczenia warunków w jakich definiowana jest objętość, np.:
- Nm³ – normalny metr sześcienny gazu, tj. zmierzony w warunkach normalnych
- Sm³ – standardowy metr sześcienny gazu, tj. zmierzony w warunkach standardowych,

przy czym należy zwrócić uwagę, że w tym wypadku litery N i S nie są, jak to zwykle przed jednostkami miary, oznaczeniami przedrostków SI.